# Grumia krausei
Grumia krausei là một loài bướm đêm trong họ Noctuidae.